# 谢伊·麦卡利斯
谢伊·麦卡利斯（英語：Shea McAleese，1984年8月7日—），新西兰男子曲棍球运动员。他曾代表新西兰国家队参加2010年、2014年和2018年英联邦运动会曲棍球比赛，获得一枚银牌和一枚铜牌。